# Loudetiopsis trigemina
Loudetiopsis trigemina là một loài thực vật có hoa trong họ Hòa thảo. Loài này được (C.E.Hubb.) Conert mô tả khoa học đầu tiên năm 1957.